# Pierre-Eugène Lamairesse
Ancien élève de l’École polytechnique et ingénieur de mines, Pierre-Eugène Lamairesse (né le 14 juillet 1817, Châlons-sur-Marne) fut un ingénieur des ponts et chaussées. Il s'occupa en Inde des barrages et de l'irrigation à Pondichéry et Karaikal entre 1860 et 1866. Il termina sa carrière en Algérie.

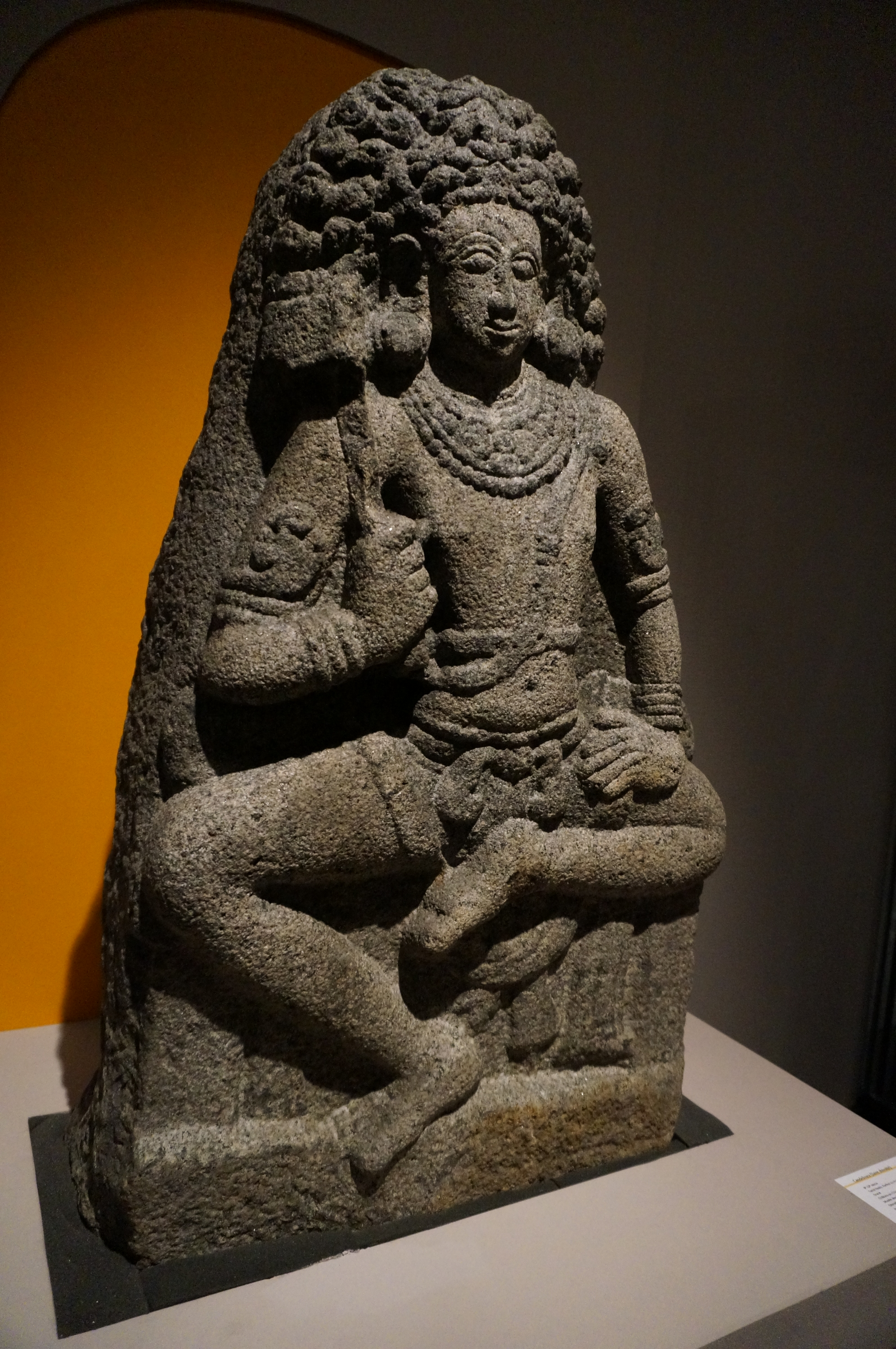
Statue de Candesvra (IXe siècle), l'un des 63 Nayanar, musée des beaux-arts et d'archéologie de Châlons-en-Champagne.

## Biographie
Il était le plus jeune fils de Jean-Baptiste-Cyprien Lamairesse, agriculteur et membre de la Société d'agriculture de Châlons.
Il a ramené du Tamil Nadu une importante collection de statues qui lui ont été accordées par le gouvernement de l'époque car prélevés sur des temples à l'abandon. Ces statues ont été présentées à l'Exposition universelle de  1867 et de 1878, il offrira celles-ci au musée des beaux-arts et d'archéologie de Châlons-en-Champagne. Polyglotte il a traduit des ouvrages de l'Inde du Sud, écrit sur l'hydrologie en France, en Algérie et en Inde, sur la civilisation japonaise, sur le Coran et Bouddha.
Il est mort le 17 avril 1898 à Marengo.

## Écrits
- Exposé de la question des étangs et de l'assainissement de la Dombes, Bourg-en-Bresse : Typographie Milliet-Bottier, 1854 (lisible en ligne)
- Manuel de drainage: publié sous les auspices de MM. les préfets de l'Ain, du Jura et du Doubs, suivi du Drainage par perforation, chez Escalle, 1856
- Études hydrologiques sur les monts Jura, Mémoire (texte & atlas), Paris : chez Dunod, 1873 (texte lisible en ligne)
- Notice sur le barrage du Cheliff, Paris : chez Dunod, 1874
- Algérie, mémoire sur les principales questions intéressant l'agriculture dans la subdivision d'Orléansville, imprimerie V. Aillaud, 1874
- Division de l'Algérie en six départements: étude, imprimerie V. Aillaud, 1879
- Chemin de Fer de Teniet-el-Haad à la mer par la vallée du Sly, imprimerie V. Aillaud, 1879
- Du Régime légal des eaux en Algérie : Les eaux du domaine public doivent être de la part de l'administration l'objet de la même vigilance en Algérie qu'en France, imprimerie de P. Fontana, 1882
- L'Évolution religieuse et le bouddhisme, Paris : chez Ernest Leroux, 1890  (lisible en ligne)
- Le Japon : histoire, religion, civilisation, Paris : chez Augustin Challamel, 1892 (lisible en ligne)
- L'Inde après le Bouddha, Paris : chez Georges Carré, 1892 (lisible en ligne) rééd. Bibliothèque des religions comparées, Paris : chez E. Flammarion, 1907
- La vie du Bouddha, suivie du Bouddhisme dans l'Indo-Chine, Paris : chez Georges Carré, 1892 (lisible en ligne)
- L’Empire Chinois: le bouddhisme en Chine et au Thibet, Paris : chez Georges Carré, 1894 (lisible en ligne)
- Vie de Mahomet: d'après la tradition, avec Gaston Dujarric, Paris : Librairie orientale et américaine, 1897 (tome 1 lisible en ligne & tome 2 lisible en ligne)

Et les traductions de
- Théologie hindoue - Le "Kama Soutra", règles de l'amour de Vatsyayana (morale des brahmanes), Paris : chez Georges Carré, 1891 (lisible en ligne)
- Théologie hindoue - Le "Prem Sagar", océan d'amour, Paris : chez tous les libraires, 1893 (lisible en ligne)

## Sources, notes et références
1. ↑  Jean-Baptiste-Cyprien Lamairesse est né à Châlons le 22 avril 1779 et est mort dans la même ville le 22 mars 1852. Il est le sujet d'une courte notice (avec son neveu Jules, cousin de Pierre-Eugène) dans Biographie chalonnaise: avec documents inédits, par Amédée Lhote, Châlons-sur-Marne : chez T. Martin, 1870, p. 206 (Lisible en ligne).
2. ↑  Paroles prononcées le 22 mars 1852, sur la tombe de M. Lamairesse-Cocqteaux, membre titulaire de la Société, par M. Maupassant, président.

- : sa fiche sur la Base LEONORE.